# Pierrefitte (Corrèze)
 Pierrefitte  (en occitano Peira Fita) es una comuna y población de Francia, en la región de Lemosín, departamento de Corrèze, en el distrito de Tulle y cantón de Seilhac.
Está integrada en la Communauté de communes Tulle et cœur de Corrèze.
Su población en el censo de 2008 era de 79 habitantes.

## Demografía
| 158 | 149 | 120 | 92 | 82 | 79 | 79 |
| Para los censos de 1962 a 1999 la población legal corresponde a la población sin duplicidades (Fuente: INSEE [Consultar]) |     |     |    |    |    |    |